# De zinloze tochten van Wenamoen

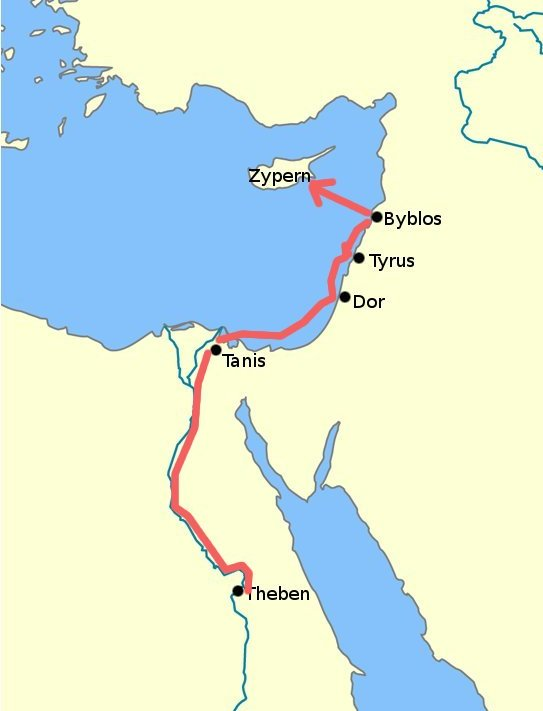
De reis van Wenamoen

Wenamoens relaas of De zinloze tochten van Wenamoen is verslag van een missie in het oude Egypte ten tijde van de 21e dynastie.

## Achtergrond
Het verhaal speelt zich af in de 21e dynastie, tijdens de regering van Herihor in Thebe en Smendes, farao van de 21e dynastie uit Tanis. Het is geen echt verhaal, het is eerder een rapport of een verslag van een missie waar de hoge functionaris Wenamoen werd belast.

## Het verslag
In dit verhaal moet de heilige bark van Amon-Ra in Thebe vernieuwd worden. Omdat Egypte geen goed hout bezit, wordt Wenamoen, een priester van Amon, eropuit gestuurd om in Byblos (Libanon) hout te gaan halen. Tijdens de reis wordt Wenamoen bestolen door een van zijn bemanningsleden, en arriveert dus zonder goud en geloofsbrieven in Byblos waar hij dus niet hartelijk ontvangen wordt door Tjekerbaäl, de vorst aldaar. Na veel onderhandelen krijgt Wenamoen uiteindelijk zijn lading hout, maar zijn problemen zijn verre van voorbij; hij belandt zelfs op Cyprus.
Het einde van het relaas is verloren gegaan, maar aangezien de papyrus in Thebe is gevonden, kunnen we er vrijwel zeker van zijn dat Wenamoen (als hij dan al historisch was) veilig thuis is geraakt.